# Zeta Reticuli
Zeta Reticuli (ζ Ret) – gwiazda podwójna znajdująca się w gwiazdozbiorze Sieci w odległości około 39 lat świetlnych od Słońca. Jest możliwa do zobaczenia okiem nieuzbrojonym na półkuli południowej.

## Charakterystyka
Jej składniki to dwa, niemal identyczne, żółte karły trochę mniejsze i lżejsze od Słońca. Na niebie są oddalone od siebie o 309,2 sekundy kątowej, czyli, biorąc pod uwagę ich odległość, o co najmniej 3750 au w przestrzeni. Obserwowana wielkość gwiazdowa obu składników to odpowiednio 5,57 i 5,30m. Okres orbitalny układu to ponad 170 tysięcy lat. Według obserwacji z 1978 roku składnik ζ² Ret miał być gwiazdą spektroskopowo podwójną, jednak późniejsze obserwacje nie potwierdziły tego.
W 1996 roku Europejskie Obserwatorium Południowe poinformowało o odkryciu planety pozasłonecznej, tzw. gorącego jowisza krążącego wokół Zeta² Reticuli. W ciągu dwóch dni ta interpretacja została jednak odwołana, jako że sygnał przypisywany planecie okazał się pochodzić od pulsacji samej gwiazdy. Obecnie nie są znane żadne planety krążące w tym układzie, jedynie dysk pyłowy wokół ζ² Ret, choć istnienie planet nie jest wykluczone.

## Zeta Reticuli w fantastyce i ufologii

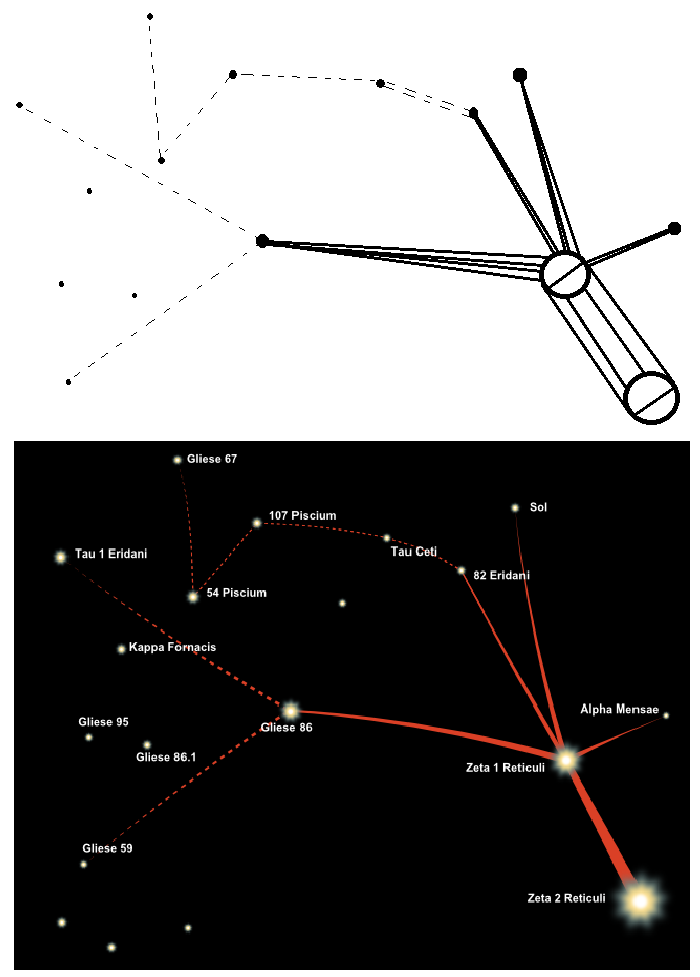
Rzekoma mapa gwiezdna i jej interpretacja

Z układem Zeta Reticuli wiąże się opowieść o rzekomym uprowadzeniu małżeństwa Barneya i Betty Hillów przez UFO w latach 60. XX wieku. Jedno z uprowadzonych miało zobaczyć na pokładzie statku obcych mapę gwiezdną, która po późniejszym odtworzeniu miała kierować do układu Zeta Reticuli, jako miejsca pochodzenia obcych.
Opowieść ta stała się inspiracją dla ufologów i zwolenników teorii spiskowych o ukrywaniu kontaktów z obcymi przez rządy. Odbiła się echem w kulturze masowej i wiele prac z dziedziny fantastyki naukowej nawiązuje do układu Zeta Reticuli. Kosmici z tego systemu pojawili się m.in. w serialach Z Archiwum X oraz Gwiezdna eskadra. Bohaterowie filmu Obcy – ósmy pasażer Nostromo właśnie w układzie Zeta Reticuli napotykają tytułowego Obcego.